# Сент Китс и Невис на Светском првенству у атлетици на отвореном 2017.
Сент Китс и Невис је учествовао на Светском првенству у атлетици на отвореном 2017. одржаном у Лондону од 4. до 13. августа шеснаести пут, односно учествовао је на свим првенствима до данас. Репрезентацију Сент Китса и Невиса представљао је 1 такмичар који се такмичио трци на 400 метара.,.
На овом првенству такмичар Сент Китса и Невиса није освојио ниједну медаљу нити је остварио неки резултат.

## Учесници
Мушкарци:
- Ворен Хејзел — 100 м

## Резултати

### Мушкарци
| Атлетичар    | Дисциплина | Лични рекорд | Квалификације | Квалификације | Полуфинале           | Полуфинале           | Финале               | Финале       | Детаљи |
| Атлетичар    | Дисциплина | Лични рекорд | Резултат      | Место         | Резултат             | Место                | Резултат             | Место        | Детаљи |
| ------------ | ---------- | ------------ | ------------- | ------------- | -------------------- | -------------------- | -------------------- | ------------ | ------ |
| Ворен Хејзел | 400 м      | 45,68        | 46,96         | 8. у гр. 3    | Није се квалификовао | Није се квалификовао | Није се квалификовао | 42 / 49 (52) |        |